# Batalha do Córrego Profundo
A Batalha do Córrego Profundo (em grego: Βαθύς Ρύαξ; romaniz.: Bathýs Rýax) foi travada em 872 ou 878 entre o Império Bizantino e os paulicianos. Os paulicianos foram um secto cristão que - persuadidos pelo Estado bizantino - estabeleceram um principado separado em Tefrique, na fronteira oriental, e colaboraram com os emires muçulmanos de al-'Awasim, a zona fronteiriça do Califado Abássida, contra o império.
A batalha foi uma vitória bizantina decisiva, resultando na fuga do exército pauliciano e a morte de seu líder, Crisóquero. Este evento destruiu o poder do Estado Pauliciano e removeu uma grande ameaça, proclamando a queda de Tefrique e a anexação do Principado Pauliciano logo depois.

## Antecedentes
Os paulicianos foram um secto cristão cujas origens e crenças precisas são um tanto obscuras: as fontes bizantinas representam-os como dualistas, enquanto as fontes armênias afirmam que foram um secto adocionista. Foram iconoclastas ferozes, adeptos duma cristologia muito distinta e rejeitaram a autoridade e práticas da Igreja Bizantina oficial, seguidos por seus próprios líderes. Consequentemente, foram perseguidos pelo Estado bizantino tão cedo quanto 813, apesar do apoio imperial oficial a iconoclastia. Após o fim definitivo da iconoclastia bizantina em 843, a perseguição foi intensificada: numa tentativa, única na história bizantina, para erradicar um secto "herético" inteiro, os imperadores ordenaram a morte de qualquer um que não abjurasse. De acordo com os cronistas, mais de 100 000 paulicianos foram massacrados, enquanto os remanescentes fugiram para suas fortalezas na Anatólia centro-oriental, e encontraram refúgio entre os inimigos muçulmanos do império, os emirados árabes do al-'Awasim, a zona de fronteira árabe-bizantina ao longo das cordilheiras do Tauro-Antitauro. 
Com apoio do emir de Melitene, Ambros (r. 830–863), o líder pauliciano Carbeas fundou um principado separado em Tefrique, e pelas décadas seguintes, os paulicianos realizaram campanhas ao lado dos árabes contra o Império Bizantino. Os aliados sofreram um golpe crítico em 863 com a derrota e morte de Ambros na batalha de Lalacão e a morte de Carbeas no mesmo ano, mas sob o nome líder deles, Crisóquero, recomeçaram seus raides na Anatólia, invadindo tão fundo quanto Niceia e saqueando Éfeso em 869/870. O novo imperador, Basílio I, o Macedônio (r. 867–886), enviou uma embaixada para Tefrique. Após as negociações falharem, Basílio liderou uma campanha contra o Estado Pauliciano na primavera de 871, mas foi derrotada e apenas por pouco conseguiu escapar.

## Batalha

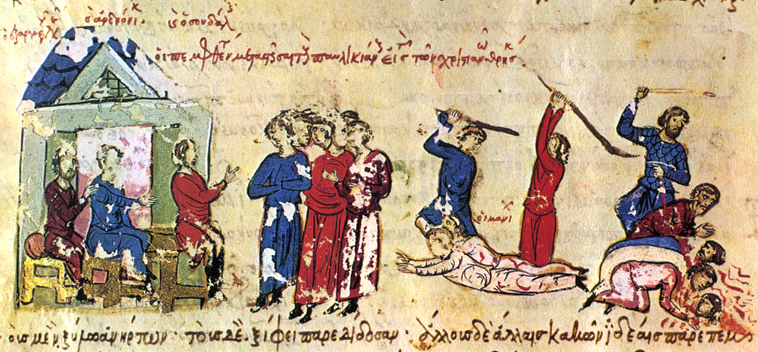
O massacre dos paulicianos em 843/844. Iluminura do Escilitzes de Madrid

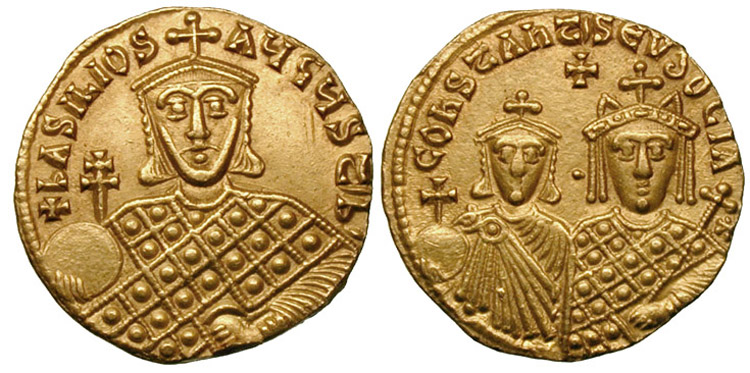
Soldo de r.

Encorajado por este sucesso, Crisóquero então organizou outro raide profundo na Anatólia, alcançando Ancira e devastando o sul da Galácia. Basílio reagiu enviando seu parente, o doméstico das escolas Cristóvão, contra eles. Os paulicianos conseguiram evitar um confronto, e como a estação de campanhas acabou, começaram a retirar-se em direção a seu próprio território. Acamparam em Agranas (moderna Muşalem Kalesı) no Tema de Carsiano, com o exército bizantino encoberto fazendo seu campo na vizinha Síboro (moderna Karamadara) a leste.
De lá, os paulicianos marcharam a norte para o passo do Córrego Profundo (em grego: Βαθυρύαξ; romaniz.: Bathyrýax, moderno passo de Kalınırmak, a oeste de Sivas, na Turquia), uma localização de importância estratégica, como indicado pelo fato de que serviu como ponto de reunião fortificado (aplecto) para as expedições bizantinas no Oriente. Cristóvão enviou um exército de cerca de 4 ou 5 000 homens comandado pelos estrategos dos Temas Armeníaco e Carsiano, encobriu-o tão longe quanto o passo e informou os generais sobre suas intenções, ou seja, se o inimigo pretendesse dobrar de volta para o Ocidente para recomeçar a invasão ou se voltasse para Tefrique, em qualquer caso teria que encontrar-se com as forças do doméstico.
Quando os generais com seus homens alcançaram o passo, a noite tinha caído, e os paulicianos, aparentemente inconscientes que estavam sendo seguidos, fizeram acampamento no vale próximo. Os bizantinos tomaram posição numa colina arborizada chamada Zogoleno que omitia o acampamento pauliciano, embora igualmente ocultou-os de seus inimigos. Neste ponto, as fontes registram que uma disputa eclodiu entre os homens dos dois corpos temáticos sobre quem era o mais bravo; os generais decidiram tomar vantagem da alta moral e ímpeto de suas tropas para atacar, apesar de suas ordens. Um destacamento de 600 homens de ambas as divisões lançou um ataque surpresa ao amanhecer, enquanto o resto do exército permaneceu atrás e fez alto clamor com trompetas e tambores, de forma a sugerir a chegada iminente do exército de campo bizantino inteiro sob Cristóvão.
O ardil funcionou perfeitamente: os paulicianos, tomados de surpresa, entraram em pânico e dispersaram sem oferecer qualquer resistência séria. A derrota pauliciana foi completa com eles caindo perante o exército bizantino enquanto fugiam. Os sobreviventes foram perseguidos pelos bizantinos vitoriosos numa distância de 50 km. Crisóquero conseguiu escapar com um pequeno destacamento de guardas, sendo empurrado para Constantino Buno (provavelmente a moderna Yildiz Dagı). No confronto que se seguiu, foi ferido por Pulades, um soldado bizantino anteriormente cativo dos paulicianos, e caiu de seu cavalo. Foi então capturado e decapitado, e sua cabeça foi enviada para o imperador Basílio em Constantinopla.

## Rescaldo

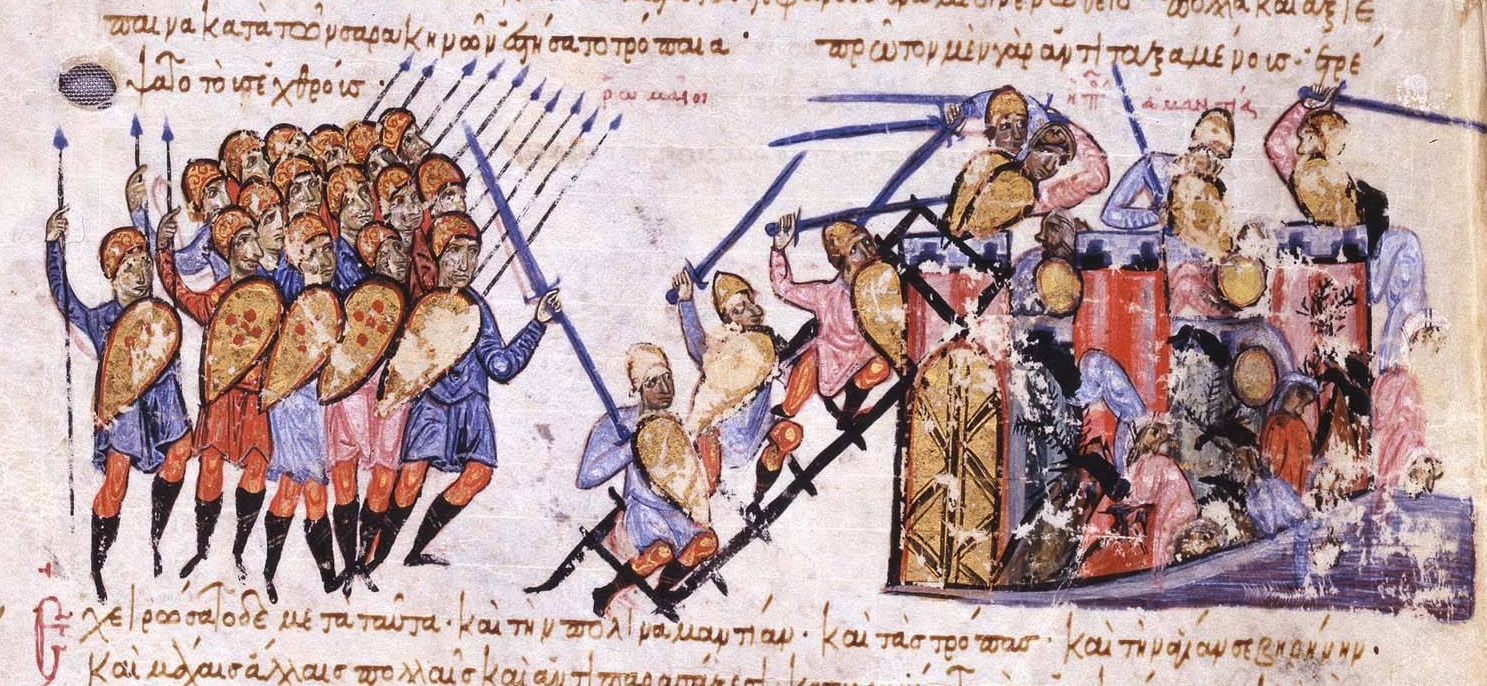
Tropas bizantinas comandadas por capturam a cidade de Amância

A derrota no Córrego Profundo assinalou o fim dos paulicianos como um poder militar e ameaça ao Império Bizantino. Basílio seguiu este sucesso com uma série de campanhas no Oriente contra as fortalezas paulicianas e os emirados árabes. Tefrique foi tomada em 878 e arrasada. Os paulicianos remanescentes foram reassentados nos Bálcãs, enquanto um grande contingente foi embarcado para o sul da Itália para lugar pelo império sob Nicéforo Focas, o Velho.

## Questões de cronologia
A cronologia e sequência dos eventos a respeito da batalha e da queda do Estado Pauliciano são incertas, uma vez que as fontes bizantinas são contraditórias: alguns estudiosos colocam a batalha em 872, outros em 878, ambos os casos quer antes ou depois da captura e destruição de Tefrique pelos bizantinos. Assim, Alexander Vasiliev propôs uma primeira batalha vitoriosa para os bizantinos, seguidas pelo saque de Tefrique e a derrota pauliciana em Córrego Profundo, tudo em 872. Muitos estudiosos recentes colocam a batalha antes do saque da cidade, mas discordam das datas dos dois eventos. Alguns, como Nina Garsoïan ou John Haldon, colocam ambos os eventos em 878; o bizantinista francês Paul Lemerle, seguido por outros estudiosos como Mark Whittow e Warren Treadgold, colocam a batalha em 872 e a subjugação final de Tefrique anos depois, em 878 (ou 879, segundo Treadgold).